# Lhota nad Moravou
Lhota nad Moravou (do roku 1950 jen Lhota) je malá vesnice, část obce Náklo v okrese Olomouc. Nachází se asi 2,5 km na severovýchod od Nákla. V roce 2009 zde bylo evidováno 50 adres. V roce 2001 zde trvale žilo 165 obyvatel.
Lhota nad Moravou je také název katastrálního území o rozloze 0,649 km2.

## Historie
První písemná zmínka o obci pochází z roku 1606.

## Obyvatelstvo

### Struktura
Vývoj počtu obyvatel za celou obec i  za jeho jednotlivé části uvádí tabulka níže, ve které se zobrazuje i příslušnost jednotlivých částí k obci či následné odtržení. 
| Místní části   | Místní části           | 1869 | 1880 | 1890 | 1900 | 1910 | 1921 | 1930 | 1950 | 1961 | 1970 | 1980 | 1991 | 2001 | 2011 |
| -------------- | ---------------------- | ---- | ---- | ---- | ---- | ---- | ---- | ---- | ---- | ---- | ---- | ---- | ---- | ---- | ---- |
| Počet obyvatel | část Lhota nad Moravou | 158  | 165  | 189  | 178  | 203  | 247  | 260  | 184  | 194  | 176  | 188  | 146  | 165  | 165  |
| Počet domů     | část Lhota nad Moravou | 18   | 23   | 29   | 30   | 35   | 39   | 44   | 49   | -    | 44   | 46   | 45   | 42   | 46   |

## Pamětihodnosti
- Zvonička na návsi

## Známí rodáci
- Jan Opletal – student smrtelně zraněný během protinacistické demonstrace 28. října 1939